# Мій брат Анастазія
«Мій брат Анастазія» або «Мій брат Анастазія або ймовірний голова Анонімних вбивць» (італ. Anastasia mio fratello або італ. Anastasia mio fratello ovvero il presunto capo dell'Anonima Assassini) — італійський драматичний фільм 1973 року режисера Стефано Вандзіна (Стено).

## Сюжет
Праведний італійський священик отець Сальваторе Анастазія (Альберто Сорді) приїжджає до Нью-Йорка на запрошення свого рідного брата Альберто (Річард Конте), якого він ніколи не знав, тому що брат давно нелегально емігрував до США. Священик — дуже довірливий і чесний чоловік, і тому він спочатку не догадується, що його надзвичайно щедрий брат насправді є великим американським гангстером.

## Ролі виконують
- Альберто Сорді — Сальваторе Анастазія
- Річард Конте[it] — Альберто Анастазія
- Лучано Пігоцці[it] — Паскуале

## Навколо фільму
- Сальваторе Анастазія приплив до Нью-Йорка приблизно у другій половині 1950-х років (Альберто Анастазія був убитий у 1957 році). Але у сцені з фільму, коли отець Сальваторе дивиться на Мангеттен з корабля, можна побачити вежі-близнюки Всесвітнього торгового центру, будівництво якого розпочалося тільки у 1966 році.
- З дня виходу 13 серпня 1973 року і до 1974 року дохід склав 1 455 681 000 фунтів стерлінгів.